# Franco Trentalance
Franco Trentalance (Bologna, 9 settembre 1967) è un ex attore pornografico italiano.

## Biografia
Nato a Bologna il 9 settembre 1967, ma di origini molisane, è un pornodivo internazionale pluripremiato. Dopo aver lavorato come barman e istruttore di tiro con l'arco nei villaggi turistici, inizia la sua carriera nel 1996. In quest'ultima, conclusasi nel gennaio 2017, ha girato da attore oltre 950 scene hard, per un totale di oltre 440 film.
Nel 2006 inizia a farsi conoscere anche dalle famiglie e dal pubblico che non segue la sua attività. Vanta una notevole partecipazione a show televisivi di svariato genere e interviene regolarmente in trasmissioni radiofoniche. Collabora con youtubers e webstars, oltre che con diverse riviste.
Nel 2008 partecipa allo show game La talpa, nella sua terza edizione, condotto da Paola Perego e Paola Barale. Alla fine del reality, sarà proprio Franco a rivelarsi "La Talpa", individuato dal pubblico come il principale indiziato nell'ultima puntata.
Alla carriera di pornoattore e regista di settore si aggiungono quella letteraria e quella di mental coach. Nel 2015 esce la sua autobiografia Trattare con cura e nello stesso anno debutta nel mondo della narrativa con il suo primo romanzo, Tre giorni di buio, scritto a quattro mani insieme a Gianluca Versace. Nel 2017 pubblica Il guardiano del parco, il romanzo horror scritto con il regista Marco Limberti. Nel 2018 fa pubblicare il manuale Seduzione Magnetica (Edizioni Ultra).

## Filmografia parziale

### Filmografia pornografica

#### Attore
- Intrigo a Cortina (1998)
- Abusi sessuali (1999)
- Guardami... e poi Scopami (1999)
- Italian Beauty (1999)
- Lulu (1999)
- Moglie del dentista (1999)
- Pippi e i Cazzi Lunghi (1999)
- Sexual Blackmails (1999)
- Apriti... Mummia (2000)
- Corso di Sopravvivenza (2000)
- Donna di Cuori (2000)
- Foreign Bodies (2000)
- Maurizia in Paradiso (2000)
- Maurizia Superstar (2000)
- Siciliana (2000)
- Weekend Molto Libidinoso (2000)
- Alessandra la donna che adora il... (2001)
- Army Nurse (2001)
- Il cazzo di papà (2001)
- C'era una volta al Grand Hotel (2001)
- Donne allo Specchio (2001)
- Excitant Eye Shot (2001)
- Gentleman Cambrioleur (2001)
- Night Shock (2001)
- Schiava dei Sensi (2001)
- Sex Dream (2001)
- Suor Ubalda 1 (2001)
- Suor Ubalda 2 (2001)
- Xtreme DP 1 (2001)
- A Bocca Piena (2002)
- Aperte a Tutto (2002)
- Banana meccanica (2002)
- Crudo Amore (2002)
- Gatte in Calore (2002)
- Hypnotic Games (2002)
- Incesti Italiani 4: Cenerentola (2002)
- Inn's Girls (2002)
- L'eredità (2002)
- Nessun Rimorso (2002)
- Ossessione (2002)
- Party (2002)
- Solo Per Le Tue Voglie (2002)
- Stupri Italiani 8: L'Inganno (2002)
- Un Gioco Pericoloso (2002)
- Vita in Vendita (2002)
- Ossessione (2002)
- Abuso di Potere (2003)
- Caldi Ricordi a Bologna (2003)
- Collectionistas (2003)
- Dal Confessionale al Letto (2003)
- Decadence (2003)
- Deeper In My Ass 2 (2003)
- Disposte a Tutto (2003)
- Enigma (2003)
- Falce Di Luna: Moonscythe (2003)
- Fallen Angels (2003)
- Fallo Grosso (2003)
- Fashion (2003)
- Figa del Boss (2003)
- Formula (2003)
- Gioia del Sesso (2003)
- Incesti Italiani 6: Mia Nipote (2003)
- Inculprensive (2003)
- Kovac (2003)
- Mio Padre: Tiranno e Padrone (2003)
- Mr. Orange (2003)
- Pirate Fetish Machine 10: Wild Circle (2003)
- Pirate Fetish Machine 13: Trust No One (2003)
- Premaman (2003)
- Prof. di Anatomia (2003)
- Rifallo (2003)
- Rotte in Culo (2003)
- Sex Bullets (2003)
- Sexual Analysis (2003)
- Sodomizzami Godo (2003)
- Stupri Italiani 9: Susy Piange (2003)
- Venere in Pelliccia (2003)
- Atto di Forza (2004)
- Attraction (2004)
- Blue Dream (2004)
- Corrotto (2004)
- Debuttante in Famiglia (2004)
- Desiderio (2004)
- Dietro lo Specchio (2004)
- Dirty Girl Gangbang 2 (2004)
- Erika contro tutti (2004)
- Escape from the Past (2004)
- Euro Sluts 2: Manoscritto (2004)
- Euro Sluts 4: Caos (2004)
- High Class Eurosex 2 (2004)
- Incesti Italiani 5: Babbo E Natale (2004)
- Intrigo (2004)
- L'Eredita di Don Raffe (2004)
- Life (2004)
- Pamela Brown (2004)
- Pirate Fetish Machine 14: Theatre of Lust (2004)
- Pirate Fetish Machine 16: House of the She-Wolves (2004)
- Private Life of Jane Darling (2004)
- Private Life of Jessica May (2004)
- Private Story Of Sarah O'Neal (2004)
- Rifallo con tutti quanti (2004)
- Robbery (2004)
- Secret Pleasure (2004)
- Seduction (2004)
- Solution (2004)
- Spaghetti Connection (2004)
- Twisted Tails 1 (2004)
- Voodoo Sex Dolls (2004)
- Affari Sporchi (2005)
- Collezionista (2005)
- Colpa (2005)
- Commedia del Desiderio (2005)
- Cum Drippers (2005)
- Cuore di Mamma (2005)
- Danger in the Night (2005)
- Deeper In My Ass 3 (2005)
- Dirty Girl Gangbang 1 (2005)
- Double the Fun 2 on 1 1 (2005)
- Double the Fun 2 on 1 2 (2005)
- Euro Sluts 1 (2005)
- Euro Sluts 3: Passion (2005)
- Euro Sluts 6: Flirt (2005)
- Euro Sluts 8: Kiss Me (2005)
- Frame (2005)
- Hardcore Feast (2005)
- High Class Eurosex 3 (2005)
- Il Dio Denaro (2005)
- Incesti Italiani 8: Vizio di Famiglia (2005)
- L'Immorale (2005)
- Mantide (2005)
- Missing (2005)
- Non ci Indurre in Tentazione (2005)
- Private Life of Sandy Style (2005)
- Regola del Sospetto (2005)
- Sensual Girl (2005)
- Snob (2005)
- Soffocami (2005)
- Sweetie Situations (2005)
- Unfaithful (2005)
- Up Euro Ass 1 (2005)
- Vanity (2005)
- Anal Aristocrats 1 (2006)
- Babes With No Limits 3 (2006)
- Border Line (2006)
- Business of Love (2006)
- Calda Notte (2006)
- Claudia's Holiday 2006 (2006)
- Confidential File (2006)
- Delitto Imperfetto (2006)
- Depravity (2006)
- Double Delight 3 (2006)
- Double Delight 4 (2006)
- Double the Fun 2 on 1 3 (2006)
- Feel Up My Ass (2006)
- Forza Italia (2006)
- Freestyle Sex (2006)
- Game (2006)
- Guardami (la mia prima volta) (2006)
- High Class Eurosex 7 (2006)
- Hot Detective (2006)
- Hunted (2006)
- Incesti Italiani 11: Schiava di Mio Padre (2006)
- Intimità Violata (2006)
- Istituto di Correzione (2006)
- Moralita corrotta (2006)
- Order (2006)
- Private Tropical 24: Sexy Business (2006)
- Private Tropical 29: Sluts and Coconuts (2006)
- Private Tropical 31: Sexual Healing (2006)
- Quei Perfetti Ragazzi (2006)
- Racket (2006)
- Scommessa (2006)
- Sex Crime (2006)
- Shock (2006)
- Studentesse Si Raccontano (2006)
- Traffik (2006)
- Vita da Squillo (2006)
- 48 Ore (2007)
- Anni 60 (2007)
- Avventure di Frank a Budapest (2007)
- Be My Slave - Schiave di Piacere (2007)
- Cocaine (2007)
- Cool Babe (2007)
- Diario di una Segretaria (2007)
- Esagerate (2007)
- Escort (2007)
- False Verità (2007)
- Fette Busen Beute (2007)
- Girls Obsexion 4 (2007)
- Hot & Sexy: Bollenti Desideri (2007)
- Luna's Angels (2007)
- Meeting (2007)
- Mucchio Selvaggio (2007)
- Natura Immorale (2007)
- Perverse (2007)
- Piacere Claudia (2007)
- Private Exotic 1: Sluts of the Caribbean (2007)
- Private Movies 31: Discovering Priva (2007)
- Private Tropical 30: Deep Lust (2007)
- Private Tropical 32: Summer Sex Job In Guadaloupe 1 (2007)
- Private Tropical 33: Summer Sex Job In Guadaloupe 2 (2007)
- Private Tropical 34: Caribbean Sex Conspiracy (2007)
- Scatti e Ricatti (2007)
- Segno del Potere (2007)
- Senza Scelta (2007)
- Specialist (2007)
- Storie di Famiglie Modello 3 (2007)
- Take Me Baby (2007)
- Ultimo Atto (2007)
- Usuraio (2007)
- Velvet (2007)
- Venus In Love (2007)
- Amore e Psiche 1 (2008)
- Amore e Psiche 2 (2008)
- Apprendiste Infermiere (2008)
- Ass Philosofy 1 (2008)
- Ass Philosofy 2 (2008)
- Avventure di Monella e la sua famiglia (2008)
- Billionaire (2008)
- Born To Be Sexy (2008)
- Butterfly: intrigo e potere (2008)
- Doppie Sensazioni (2008)
- Doppio Piacere (2008)
- Easy Girl (2008)
- Family Affair (2008)
- Fatal Beauty (2008)
- Fottimi la Ragazza (2008)
- Fresh and Pure 6 (2008)
- Glamour Dolls 1 (2008)
- Incarico Speciale (2008)
- Intimita di Luna (2008)
- Lotta di Classe (2008)
- Luna Stern: La prima volta con un uomo (2008)
- Luxxxury (2008)
- Odore dei Soldi (2008)
- Revenge (2008)
- Senza Limiti (2008)
- Slivers of fear - Frammenti di paura (2008)
- Soci in Affari (2008)
- Supermodels Arschgefickt (2008)
- Voyeur (2008)
- Alle nostre donne piace duro (2009)
- Ass Philosofy 3 (2009)
- Ass Philosofy 4 (2009)
- Ass Philosofy 5 (2009)
- Bad Life (2009)
- Belicia: Voglio diventare una Pink'o Girls (2009)
- Billionaire 2 (2009)
- Figlia Illegittima (2009)
- In Trappola (2009)
- Lotta Clandestina (2009)
- Maliziose (2009)
- Scandalo on-line all'Universita (2009)
- Sodomise Moi si tu Peux (2009)
- Ass Philosofy 6 (2010)
- Bad Ways (2010)
- Destino Incrociato (2010)
- Hot Fever (2010)
- Profumo dei Soldi (2010)
- Ultimo colpo all'italiana (2010)
- Casino '45 (2010)
- Asia the Girl Next Door (2011)
- La casa Sulla Collina (2011)
- Social Network (2011)
- Ass Philosofy 7 (2012)
- Ass Philosofy 8 (2012)
- I Soliti Noti (2013)

#### Regista
- Euro Sluts 3: Passion (2005)
- Regola del Sospetto (2005)
- Unfaithful (2005)
- Calda Notte (2006)
- Forza Italia (2006)
- Guardami (la mia prima volta) (2006)
- Moralita corrotta (2006)
- Senza Scelta (2007)
- Ass Philosofy 1 (2008)
- Ass Philosofy 2 (2008)
- Odore dei Soldi (2008)
- Alle nostre donne piace duro (2009)
- Ass Philosofy 3 (2009)
- Ass Philosofy 4 (2009)
- Ass Philosofy 5 (2009)
- Ass Philosofy 6 (2010)
- Destino Incrociato (2010)
- Ass Philosofy 8 (2012)
- Pocket Girls (2013)

### Filmografia tradizionale

#### Cinema
- Uncut - Member Only, regia di Gionata Zarantonello (2003)
- K. Il bandito, regia di Martin Donovan (2007)
- Cenci in Cina, regia di Marco Limberti (2009)
- Com'è bello far l'amore, regia di Fausto Brizzi (2012)
- I Corvi, regia di Marco Limberti (2013) (cortometraggio, Festival del Cinema di San Marino)
- Sarebbe stato facile, regia di Graziano Salvadori (2013)
- Oggi a te...domani a me, di Marco Limberti
- Rebels, di Luca Fortino (mediometraggio Festival del cinema di Mendicino)
- Terrain, di Nora Fabi (mediometraggio)

#### Televisione
- La cena dei cretini, regia di Cristian Biondani (Comedy Central, 2013)

## Televisione
- Il bivio - Cosa sarebbe successo se..?, (Italia 1, 2006)
- Maurizio Costanzo Show (Canale 5, 2007)
- Le Iene (Italia 1)
- Lucignolo (Italia 1)
- La talpa (Italia 1)
- Domenica 5  (Canale 5)
- Mattino Cinque (Canale 5)
- Pomeriggio Cinque (Canale 5)
- Colorado (Italia 1)
- Victor Victoria - Niente è come sembra (La7)
- Scorie (Rai 2)
- Quelli che... il calcio (Rai 2)
- Tetris (La7)
- Matrix (Canale 5)
- Ciao Darwin (Canale 5)
- Saturday Night Live Italia (Italia 1)
- Il testimone (MTV)
- Top Secret  (Canale 5)
- Stalk Radio (Sky Uno)
- Tabloid  (Italia 1)
- Stracult (Rai 2)
- Vero TV
- Avanti un altro! (Canale 5)

## Web-serie
- Fuga dalla morte (2013) - Regia di Michael Righini
- Come Mi Sono Innamorato Di Te (2014) - Regia di Michael Righini

## Opere letterarie

### Narrativa
- Franco Trentalance e Gianluca Versace, Tre giorni di buio, Roma, Ultra/Castelvecchi, 2015, ISBN 978-88-6776-131-9.
- Franco Trentalance e Marco Limberti, Il guardiano del parco, Bologna, Pendragon, 2017, ISBN 978-88-6598-817-6.
- Franco Trentalance e Gianluca Versace, L'origine delle tenebre, Monza, BookRoad/Leone Editore, 2018, ISBN 978-88-3322-001-7.

### Saggistica
- Trattare con cura, Roma, Ultra/Castelvecchi, ISBN 978-88-7615-478-2.
- Ritrattare con cura. Retroscena e segreti di una vita fuori dagli schemi, Roma, Ultra/Castelvecchi, 2015, ISBN 978-88-6776-326-9.
- Seduzione magnetica. Come fare amare alle donne ciò che sei veramente, Roma, Ultra/Castelvecchi, 2018, ISBN 978-88-6776-709-0.

## Riconoscimenti

### Riconoscimenti film hard
- 2004 – Miglior attore europeo (Erotic Festival, Praga) – Miglior attore italiano (Fiera Delta di Venere, Milano) – Miglior attore protagonista (Festival de l'Erotisme, Bruxelles)
- 2005 – Miglior attore europeo (Salone dell'Erotismo, Torino) – Miglior attore straniero (Festival di Praga)
- 2006 – Miglior Attore protagonista (Fiera Delta di Venere) – Premio della stampa specializzata “Miglior attore italiano” – Miglior Performer italiano (Festival di Bruxelles)
- 2007 – Miglior Regista emergente (Premio giornalisti di settore) – Miglior attore italiano (Sex Gold 2007, Bergamo) – Premio “Dieci anni di Carriera” (Misex 2007)
- 2008 – Miglior attore/regista italiano (premio della stampa specializzata) – Miglior attore protagonista (Eros Premium Expo, Bucarest)
- 2009 – Miglior testimonial del settore hard in Europa (Misex) – Miglior attore protagonista (Bergamosex) – Miglior attore italiano (Premio Hotnews magazine)
- 2010 – Premio erotismo maschile (Expo Erotik Pisa)
- 2011 – Premio alla carriera (BMB Film Festival IV edizione) Milano
- 2012 – Miglior testimonial dell'hard italiano (Sex Actually-Mazoom Entertainment) Premio Hard Channel TV come miglior attore
- 2014 – Premio Hard Channel TV come Personaggio dell'anno – Premio come miglior professionista italiano al 1° Gardasex – Premio alla carriera “Bergamo Sex Gold” 2014

### Riconoscimenti letterari
- 2015 – Accademia Res Aulica "Scrittori con gusto" per Tre giorni di buio
- 2017 – Premio FiPiLi Horror Book Festival per Il guardiano del parco